# Pseudochirops albertisii
Il coda ad anello di d'Albertis (Pseudochirops albertisii Peters, 1874) è un marsupiale arboricolo della famiglia degli Pseudocheiridi. Deve il nome all'esploratore e naturalista italiano Luigi Maria d'Albertis, che procurò l'olotipo.

## Descrizione
Il coda ad anello di d'Albertis è il rappresentante più piccolo del genere Pseudochirops. Rispetto ai suoi simili, si differenzia per la costituzione più tozza, le orecchie più corte e più fittamente ricoperte di pelo, il manto più lungo e più lanoso e la presenza di una larga striscia scura che corre lungo la spina dorsale. Il manto ha una colorazione bruno-rossastra sulle regioni superiori e bianca su quelle inferiori. Come tutti gli altri Pseudocheiridi, ha una lunga coda rivestita da radi peli che, quando non è utilizzata per aggrapparsi ai rami, viene tenuta arrotolata.

## Biologia
Il coda ad anello di d'Albertis è una specie di montagna che si incontra tra i 1000 e i 1900 m di altitudine. Sui monti Arfak è relegato alle foreste primarie e secondarie, che condivide con il coda ad anello coronato (P. coronatus), così simile ad esso che in passato era considerato una sua sottospecie. Sui monti Weyland, invece, coabita con il coda ad anello rossastro (P. cupreus), mentre nel resto dell'areale è l'unico membro del suo genere registrato. La signorina Lucy E. Cheeseman, che alla fine di agosto del 1938 pattugliò l'isola di Yapen in cerca di esemplari di mammiferi per conto del Museo di Storia Naturale di Londra, catturò un gran numero di P. a. insularis (9 esemplari) sul monte Eiori, a più di 1000 m. Si impadronì solo di un unico esemplare a circa 300 m, ma potrebbe essersi trattato di un esemplare catturato dagli indigeni a quote più elevate. La specie è rigorosamente folivora e notturna e trascorre il giorno riposando alla biforcazione di un albero o sul terreno, sotto i tronchi caduti; non è mai stato visto riposare nella cavità di un albero. Femmine in allattamento sui monti Torricelli sono state esaminate in luglio, marzo e settembre, mentre due femmine catturate a Yapen in agosto trasportavano un unico piccolo. Sulla base di questi dati si può ipotizzare che la specie abbia un elevato tasso riproduttivo e che le femmine diano alla luce un unico piccolo.

## Distribuzione e habitat
Questa specie occupa un areale relativamente esteso, comprendente le regioni occidentali e settentrionali della Nuova Guinea. La sottospecie P. a. albertisii vive unicamente nella penisola di Vogelkop, con avvistamenti documentati sui monti Tamrau e Arfak; P. a. schultzei è relegato alla catena costiera settentrionale, con avvistamenti documentati sui monti Cyclops (Provincia di Papua) e, più a est, sui monti Torricelli (Provincia di Sandaun, Papua Nuova Guinea); P. a. insularis vive solamente sull'isola di Yapen nella baia di Cenderawasih. Gli avvistamenti effettuati sui monti Weyland vengono attribuiti a una sottospecie indeterminata, ma probabilmente sono riferibili alla sottospecie nominale P. a. albertisii. La specie non è presente lungo il fiume Idenburg, mentre resta ancora da stabilire la sua presenza sui monti Foja.

## Conservazione
Sulla Lista Rossa della IUCN il coda ad anello di Schlegel viene classificato come «prossimo alla minaccia» (Near Threatened). È localmente abbondante in alcune aree, e nelle zone in cui abita è più numeroso delle altre specie di coda ad anello con cui condivide l'ambiente. Tuttavia, è probabile che il numero di esemplari sia in diminuzione a causa della pesante pressione venatoria in tutto il suo areale, in particolare nella regione costiera settentrionale, dove le popolazioni sono meno numerose e appaiono relegate ad aree molto piccole sulle vette più alte. Lo stato di conservazione della sottospecie propria della penisola del Vogelkop è tuttora ignoto, così come quello di P. a. insularis, noto unicamente a partire dall'olotipo (un tempo conservato presso il Museo di Storia Naturale di Karlsruhe, ma andato perduto) e da una serie di 10 esemplari (5 maschi e 5 femmine) catturati nell'agosto del 1938. Ciononostante, sembra che tale sottospecie sia numerosa nelle zone di habitat favorevole di Yapen, dove la signorina Cheeseman ne incontrò in gran numero nei pressi della sommità del remoto monte Eiori. La specie è presente in alcune aree protette.

## Tassonomia
Attualmente vengono riconosciute tre sottospecie di coda ad anello di d'Albertis:
- P. a. albertisii Peters, 1874: penisola del Vogelkop;
- P. a. insularis Stein, 1933: isola di Yapen;
- P. a. schultzei Matschie, 1915: regione costiera settentrionale.